# Black (2015)
Black is een Belgische film uit 2015 onder regie van Adil El Arbi & Bilall Fallah, en is gebaseerd op de boeken Black en Back van jeugdauteur Dirk Bracke. De film ging in première op 11 september op het Internationaal filmfestival van Toronto en kreeg zijn Belgische première tijdens het Film Fest Gent 2015.

## Verhaal
Mavela is een getint meisje dat via haar oudere neef lid wordt van "Black Bronx", een belangrijke en gevaarlijke Brusselse straatbende uit de Matongewijk. Zij wordt verliefd op de Marokkaanse jongen Marwan. Hij is lid van de 1080'ers, een rivaliserende bende uit Laag-Molenbeek. Deze liefde mag niet uitkomen vandaar dat het koppel al stiekem droomt over een leven in een andere stad. Wanneer de relatie toch uitkomt, is Mavela slachtoffer van een groepsverkrachting waaraan zowat alle mannelijke leden van "Black Bronx" deelnemen. Uiteindelijk licht Mavela de politie in en er wordt een team opgericht dat de volgende ochtend zou binnenvallen bij "Black Bronx". Het komt die avond echter tot een groot gevecht - op leven en dood - tussen de leden van beide straatbendes.

## Rolverdeling
| Acteur               | Personage          |
| -------------------- | ------------------ |
| Martha Canga Antonio | Mavela             |
| Aboubakr Bensaihi    | Marwan             |
| Emmanuel Tahon       | X                  |
| Théo Kabeya          | Notorious          |
| Natascha Boyamba     | Justelle           |
| Glodie Lombi         | Angela             |
| Axel Masudi          | CMM                |
| Brandon Masudi       | Alonzo             |
| Jérémie Zagba        | Don                |
| Laetitia Nouhhaïdi   | Christelle         |
| Marine Scandiuzzi    | Sindi              |
| Simon Frey           | Jonathan           |
| Sanaa Bourasse       | Loubna             |
| Ashley Ntangu        | Doris              |
| Soufiane Chilah      | Nassim             |
| Brahim El Abdouni    | Matti              |
| Faysel Ichakarene    | Redouan            |
| Sanâa Alaoui         | Mina               |
| Bwanga Pilipili      | Augustine          |
| Claude Musungayi     | Fabrice            |
| Issaka Sawadogo      | monsieur Dominique |
| Nganji Laeh          | Koffi Kemba        |
| Maive Yandzi         | Malou              |
| Lorris Masudi        | Pookie             |
| Samira Bekkour       | Fousia             |
| Kobe Van Steenberghe | Agent Meysen       |
| Eric Kabongo         | Krazy-E            |

## Prijzen en nominaties
| jaar | prijs                                   | categorie                   | genomineerde(n)             | uitslag  |
| ---- | --------------------------------------- | --------------------------- | --------------------------- | -------- |
| 2015 | Internationaal filmfestival van Toronto | Discovery Award             | Discovery Award             | Gewonnen |
| 2015 | Film Fest Gent                          | Port of Ghent Publieksprijs | Port of Ghent Publieksprijs | Gewonnen |

## Productie
Bij de officiële première van de film op 11 november in Brussel braken er in de Kinepolisbioscoop rellen uit omdat jongeren die geen 16 jaar oud waren toch de film wilden zien en de zaal ingingen zonder geldig ticket. Daarop werd besloten om twee vertoningen te annuleren. Oscar and the Wolf zong samen met Tsar B de soundtrack voor de film, ze coverden back to black van Amy Winehouse